# Saryagasz
Saryagasz (kaz. Сарыағаш) – miasto w południowym Kazachstanie, w obwodzie turkiestańskim. Położone jest nad rzeką Keles, w pobliżu granicy z Uzbekistanem. W 2021 roku liczyło 59 606 mieszkańców. 
W mieście rozwinął się przemysł mleczarski, winiarski oraz włókienniczy.